# Douro Vinhateiro

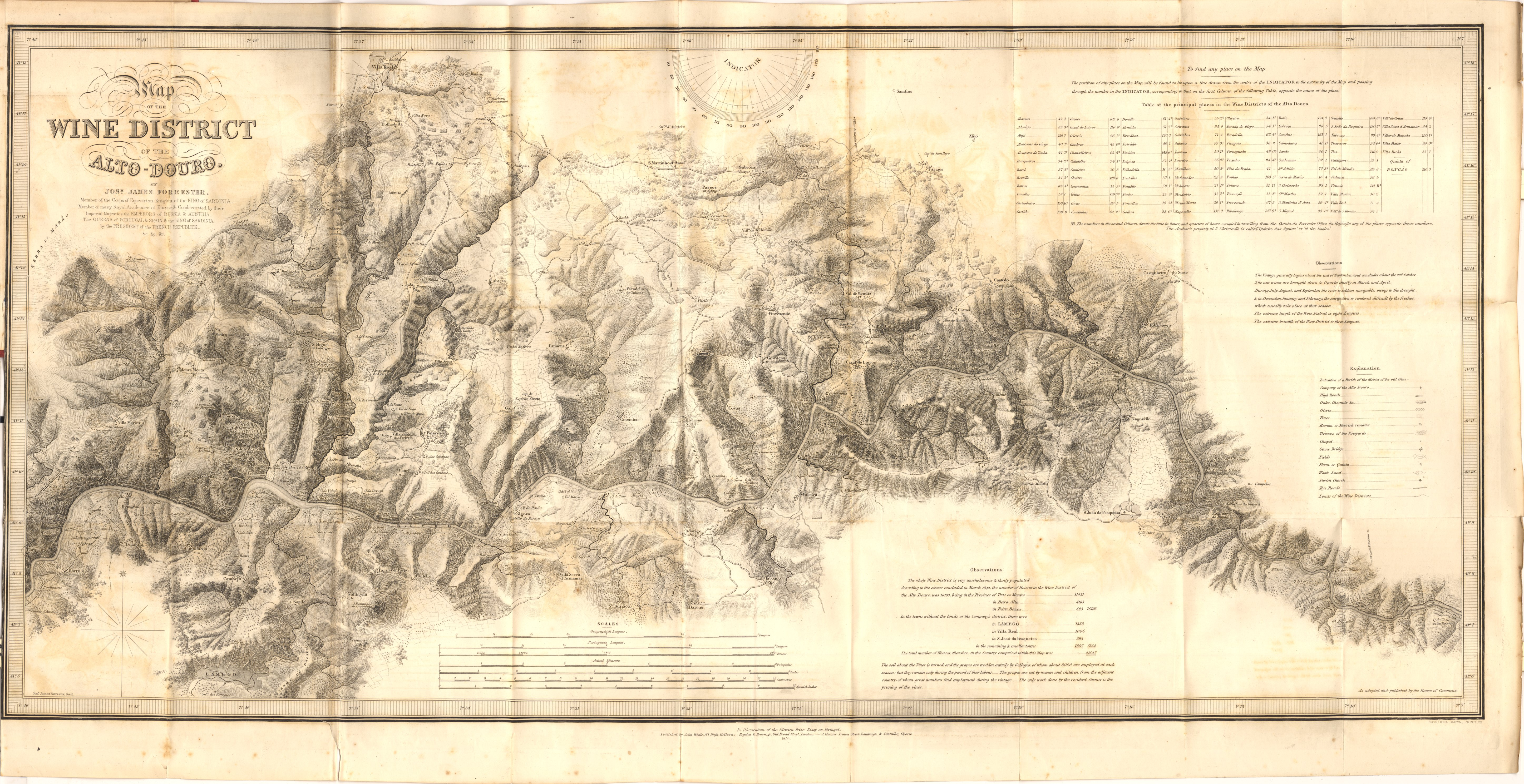
Mapa dos limites geográficos da Região Demarcada do Douro

O Douro Vinhateiro, ou Região Demarcada do Douro é uma região demarcada em Portugal para a produção vinícola instituída em Setembro de 1756 por alvará de D. José I.
Parte da região foi classificada como Património Mundial da UNESCO em Dezembro de 2001, sob o nome de Região Vinhateira do Alto Douro.